# 普拉托德迪耶斯
普拉托德迪耶斯（法語：Plateau de Diesse，法語發音：[plato də djɛs]，意为“迪耶斯之高地”）是瑞士联邦伯尔尼州伯尔尼汝拉区的市镇。该市镇面积为25.55平方千米，海拔高度822米，2018年12月31日人口数为2,048。2014年1月1日，普拉托德迪耶斯由原市镇迪耶斯、朗班与普雷勒合并而成。